# Destination Nowhere
「Destination Nowhere」（デスティネーション・ノーウェア）は、沢尻エリカがERIKA名義で2007年11月28日に発売した2ndシングル。沢尻エリカの出すCDとしては3枚目のリリースとなった。発売元はソニー・ミュージックレコーズ。

## 解説
『クローズド・ノート』の舞台挨拶での、いわゆる「別に」騒動後初のシングルであり、CDシングルとしては本作が最後となった。「CDのみ」「CD＋DVD」の2形態で発売、ジャケットもそれぞれ異なっている。
表題曲は同じスターダストプロモーション所属の北川景子主演のテレビ朝日系金曜ナイトドラマ『モップガール』の主題歌。
「Destination Nowhere」は、ERIKAがプライベートで砂漠を旅行したときの体験が歌詞のイメージの中に入っている。タイトルは早い時期に決まっていて、最初仮タイトルだったのが後に正式のタイトルになったものである。ERIKAがジャケットやビデオクリップに求めたものは「サイケデリック」で、やはり砂漠での体験が基本にある。なお、ビデオクリップに登場する仮面は、本当の自分と偽りの自分の対比を表すものである。MVの監督は川村ケンスケ。
「ESCAPE」は、ERIKAが全体の響きを気に入ってC/Wに選んだものであり、歌詞の意味は重視していないとのこと。タイトルも、特に意味があるとは考えないが響きが良くてかっこいいと思うし、特に途中の「black, black」のリフレインが歌っていて一番楽しかったと語っている。
発売第1週のオリコンチャートは第7位であり、デビュー以来2作連続のトップ10入りを果たした（Kaoru Amane名義の『タイヨウのうた』を含めると3作連続トップ10になる）。

## 収録曲
1. Destination Nowhere
  - 作詞：ERIKA、LOVE／作曲・編曲：COZZi
  - テレビ朝日系ドラマ「モップガール」主題歌
  - めざましテレビでは、この曲のビデオクリップの撮影の様子と沢尻自身へのインタビューが放送され、CDTVではこの曲が披露された。ERIKA名義での地上波テレビ番組への露出は、2007年12月現在ではこの2本のみである。
2. ESCAPE
  - 作詞：野口 圭／作曲・編曲：黒坂修平
  - TBS系「王様のブランチ」2007年12〜1月度エンディングテーマ
3. FREE -overrocket101007 mix-
  - 作詞：ERIKA、白鳥マイカ／作曲：COZZi／編曲：渡部高士
  - 前作『FREE』のタイトル曲のリミックスバージョン。
4. Destination Nowhere -instrumental-